# Bahnhof Hötzelsdorf-Geras
Der Bahnhof Hötzelsdorf-Geras ist ein Durchgangsbahnhof in Hötzelsdorf in der Gemeinde Geras an der Franz-Josefs-Bahn. Der Bahnhof zählt zu den schwächer frequentierten Halten an der Franz-Josefs-Bahn bedingt durch die Nähe zum Bahnhof Sigmundsherberg, der eine deutlich höhere Zugfrequenz aufweist. Der Bahnhof wird morgens und nachmittags/abends im Stundentakt, sonst durch zweistündlichen REX-Züge Wien Franz-Josefs-Bahnhof–Gmünd NÖ bedient. Der Bahnhof wird in den Stoßzeiten von wenigen Zügen durchfahren.

## Geschichte
Der Bahnhof wurde im Zuge des Baus der Franz-Josefs-Bahn zwischen Eggenburg und Gmünd in den 1860er Jahren errichtet und 1869 eröffnet. Im Jahr darauf folgte die Fertigstellung des Teilstücks Eggenburg–Wien Franz-Josefs-Bahnhof.
1994 wurde der Bahnhof im Zuge der Modernisierung der Franz-Josefs-Bahn, welche die Elektrifizierung zwischen Sigmundsherberg und Gmünd einschloss, umgebaut und mit erhöhten Bahnsteigen ausgestattet. 

## Anlagen
Das Aufnahmsgebäude aus dem späten 19. Jahrhundert steht unter Denkmalschutz (Listeneintrag).
Der Bahnhof verfügt über einen beheizten Warteraum mit Sitzmöglichkeiten und einer öffentlichen Toilette.
Der Bahnhof hat zwei Bahnsteige. Der Inselbahnsteig ist durch einen ebenerdigen Übergang, bei dem zwei Gleise überquert werden müssen, erreichbar. Der Bahnsteig 1 wird nur im Ausnahmefall benützt, die meisten Züge halten an Bahnsteig 2.
Neben den beiden Bahnsteiggleisen gibt es direkt neben dem Bahnhofsgebäude noch ein Lade-/Anschlussgleis zum Lagerhaus Hötzelsdorf sowie ein Durchfahrtsgleis.
An der Zufahrt zum Bahnhof befindet sich eine Bushaltestelle, östlich befindet sich eine P+R-Anlage mit einer Kapazität von 70 PKW-Stellplätzen.

## Verbindungen
Der Bahnhof wird zweistündlich bedient, Verstärkerzüge am Morgen und Nachmittag/Abend ergänzen das Angebot. Dadurch entsteht ein annähernder Stundentakt in der jeweiligen Lastrichtung. Zwischen manchen Zügen und den Bussen der Linie 886 bestehen Umsteigemöglichkeiten.
| Linie | Strecke | Takt (min) | Anmerkung                             |
| ----- | --- | ---------- | ------------------------------------- |
| REX41 | České Velenice/Gmünd N.Ö. – Hötzelsdorf-Geras – Sigmundsherberg – Eggenburg – Tulln an der Donau – Wien Franz-Josefs-Bahnhof | ~120       | zur Hauptverkehrszeit alle 60 Minuten |

### Autobuslinien
885 Horn – Hötzelsdorf-Geras – Irnfritz
886 Horn – Hötzelsdorf-Geras – Geras – Drosendorf